# ظهر التمساح
قرية ظهر التمساح هي إحدى القرى التابعة لمركز إيتاي البارود في محافظة البحيرة في جمهورية مصر العربية. حسب إحصاءات سنة 2006، بلغ إجمالي السكان في ظهر التمساح 2387 نسمة، منهم 1231 رجل و1156 امرأة.